# Ithomiola tanos
Ithomiola tanos is een vlindersoort uit de familie van de prachtvlinders (Riodinidae), onderfamilie Riodininae.
Ithomiola tanos werd in 1910 beschreven door Stichel.